# Rejon ałagirski
Rejon ałagirski (ros. Алагирский район) - rejon w należącej do Rosji północnokaukaskiej republice Osetii Północnej-Alanii.
Rejon ałagirski leży w południowej części republiki. Jego ośrodkiem administracyjnym jest miasto Ałagir. 
Część rejonu zajmuje Rezerwat Północnoosetyjski. 

## Powierzchnia
Rejon ma powierzchnię 2,01 tys. km². Jest on największym rejonem Osetii, zajmującym blisko 1/4 obszaru kraju. Znaczna jego część leży na obszarze wysokogórskim. 

## Ludność
Rejon zamieszkuje ok. 36,6 tys. osób (2005 r.), z czego ponad połowa (20,5 tys.) w stolicy rejonu - Ałagirze, będącym jedynym miastem na terenie tej jednostki podziału administracyjnego.
Gęstość zaludnienia w rejonie wynosi 18,2 os./km²
Zdecydowaną większość populacji stanowią Osetyjczycy; istnieje także niezbyt liczna mniejszość rosyjska.

## Gospodarka
W rejonie istnieje wydobycie rud cynku i ołowiu a także przemysł produkujący materiały budowlane.